# Tamuning
Tamuning (czamorro: Tamuneng) – okręg administracyjny Guamu i jednocześnie jedna z miejscowości. Okręg ma powierzchnię 16 km², a zamieszkany jest przez 19 685 osób (dane spisowe z 2010).
W okręgu znajduje się cywilne międzynarodowe lotnisko Port lotniczy Antonio B. Won Pat zwane potocznie Guam International Airport.